# Montagu Bertie (7e comte d'Abingdon)
Pour les articles homonymes, voir Montagu Bertie et Bertie.
Montagu Arthur Bertie (13 mai 1836 – 10 mars 1928), 7e comte d'Abingdon, est un pair anglais.

## Biographie
Il est le cinquième enfant de Montagu Bertie, 6e comte d'Abingdon, et d'Elizabeth Lavinia Vernon-Harcourt. Le 10 juillet 1858, il épouse Caroline Theresa Towneley. Le couple vit à l'abbaye de Wytham dans le Berkshire, aujourd'hui l'Oxfordshire. Ils ont ensemble trois enfants. 
Caroline Theresa meurt le 4 septembre 1873. Le 16 octobre 1883, Montagu Bertie se marie avec Gwendoline Mary Dormer. Ils ont quatre enfants, dont Gwendoline Theresa Mary (1885-1941), mariée à John Strange Spencer-Churchill, frère de Winston Churchill. Elle est la mère de Clarissa Eden, femme d'Anthony Eden, et de John George Spencer-Churchill.
Il est remplacé par son petit-fils, Montagu Towneley-Bertie.